# Paul Dooley

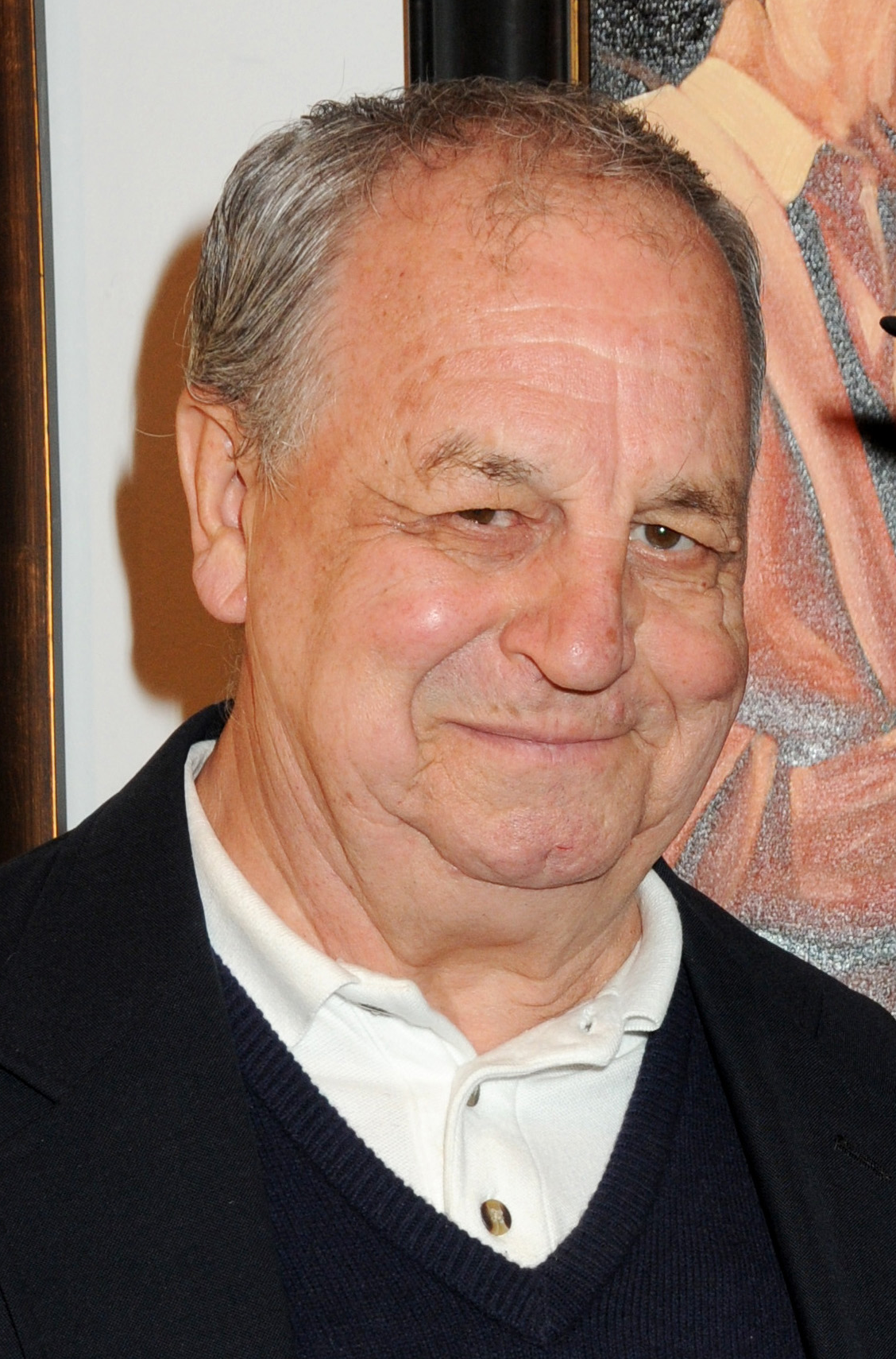
Paul Dooley (2010)

Paul Dooley, eigentlich Paul Brown (* 22. Februar 1928 in Parkersburg, West Virginia) ist ein US-amerikanischer Schauspieler.

## Leben
Paul Dooley studierte nach seinem Abschied aus der United States Navy Theater und Schauspiel an der West Virginia University in Morgantown, West Virginia. Nebenher arbeitete er als Cartoonist für eine lokale Zeitung in Parkersburg. In den frühen 1950er Jahren machte Dooley als Mitglied der Second City Theater Group in New York als Theaterschauspieler erste Erfahrungen. 
1965 wurde Dooley für die Broadway-Produktion Ein seltsames Paar von Neil Simon entdeckt. Als Nachfolger von Art Carney wurde er in der Rolle des Felix, dem Gegenpart zu Walter Matthaus Oscar, bekannt. In den Jahren 1971 und 1972 schrieb er Drehbücher für die Fernsehsendung The Electric Company. In den 1960er- und 1970er-Jahren übernahm er erste Rollen in Film und Fernsehen, die aber zunächst oft eher klein ausfielen.
Eine seiner ersten nennenswerten Filmrollen hatte Dooley 1978 in der Komödie Eine Hochzeit von Robert Altman. Seitdem ist er regelmäßig als Charakterdarsteller in Hollywood-Filmen zu sehen. 1980 war er nochmal unter Altmans Regie in der Komödie Der Gesundheits-Kongreß zu sehen, wobei er auch am Drehbuch mitschrieb. Auch bei weiteren Kinofilmen betätigte er sich als Drehbuchautor. In dem preisgekrönten Film Vier irre Typen – Wir schaffen alle, uns schafft keiner spielte er 1979 neben Dennis Quaid eine größere Nebenrolle und wurde dafür im gleichen Jahr mit einem NBR Award ausgezeichnet. In der Komödie Ich brauche einen Erben spielte er 1981 neben Burt Reynolds und Beverly D’Angelo, drei Jahre später war er als Vater von Molly Ringwalds Hauptfigur in dem Teeniefilm Das darf man nur als Erwachsener zu sehen. 1999 spielte Dooley in der Komödie Die Braut, die sich nicht traut den Vater von Maggie Carpenter (Julia Roberts), den alkoholabhängigen Walter Carpenter. In der Animationsfilmreihe Cars leiht er in der englischen Fassung der Figur des Sarge seine Stimme.
Auch im amerikanischen Fernsehen war Dooley seit den frühen 1960er-Jahren in zahlreichen Gastrollen zu sehen; gelegentlich übernahm er auch Hauptrollen in Serien, die dann allerdings eher kurzlebig waren. Als Wheezer, Stiefvater der Hauptfigur Kate, wirkte er in drei Folgen der Serie Alf mit. Für seine Gastrollen in den Fernsehserien Dream On und Practice – Die Anwälte war er 1994 und 2000 jeweils für einen Emmy Award nominiert. Dooley war auch in einigen Folgen der Fernsehserie Star Trek: Deep Space Nine zu sehen. In der Serie Lass es, Larry! war er zwischen 2000 und 2005 wiederkehrend als Schwiegervater von Larry David zu sehen. Bis in die Gegenwart wirkt der mittlerweile über 90-jährige Dooley oft an mehreren Film- oder Fernsehproduktionen pro Jahr mit.
Dooley heiratete im Jahr 1958 Donna Lee Wasser, mit der er drei Kinder hat. Nach der Scheidung heiratete er 1984 die Fernsehproduzentin Winnie Holzman, mit der er eine Tochter – die Autorin und Fernsehproduzentin Savannah Dooley (* 1985) – hat.

## Filmografie (Auswahl)

### Kino
- 1964: The Parisienne and the Prudes
- 1970: Nie wieder New York (The Out of Towners)
- 1972: Sandkastenspiele (Up the Sandbox)
- 1974: Ein Mann sieht rot (Death Wish)
- 1977: Schlappschuss (Slap Shot)
- 1978: Eine Hochzeit (A Wedding)
- 1979: Nicht von schlechten Eltern (Rich Kids)
- 1979: Vier irre Typen – Wir schaffen alle, uns schafft keiner (Breaking Away)
- 1979: Ein perfektes Paar (A Perfect Couple)
- 1980: Popeye – Der Seemann mit dem harten Schlag (Popeye)
- 1980: Der Gesundheits-Kongreß (HealtH, auch Drehbuchautor)
- 1981: Ich brauche einen Erben (Paternity)
- 1982: Liebesgrüße aus dem Jenseits (Kiss Me Goodbye)
- 1983: Auf die Bäume, ihr Affen (Going Berserk)
- 1984: Das darf man nur als Erwachsener (Sixteen Candles)
- 1985: Black Cats (O.C. and Stiggs)
- 1986: Sterben... und leben lassen (Big Trouble)
- 1986: Überfall im Wandschrank (Monster in the Closet)
- 1988: Last Rites
- 1990: Flashback
- 1991: Frogs!
- 1992: The Player
- 1993: Eine gefährliche Frau (A Dangerous Woman)
- 1993: Mein Freund, der Zombie (My Boyfriend’s Back)
- 1995: Evolver
- 1996: Wenn Guffman kommt (Waiting for Guffman)
- 1996: Die Kehrseite der Medaille (Underneath)
- 1997: Clockwatchers
- 1997: American Dreamer – Charmante Lügner (Telling Lies in America)
- 1997: Mißbrauchte Liebe (Loved)
- 1999: Das Mädchen und der Fotograf (Guinevere)
- 1999: Die Braut, die sich nicht traut (Runaway Bride)
- 1999: Happy, Texas
- 2001: Madison
- 2002: Insomnia – Schlaflos (Insomnia)
- 2003: A Mighty Wind
- 2004: You’re Fired! (Employee of the Month)
- 2006: Es lebe Hollywood (For Your Consideration)
- 2006: Cars (Stimme)
- 2007: Hairspray
- 2008: Sunshine Cleaning
- 2008: Bedtime Stories
- 2009: Horsemen
- 2011: Cars 2 (Stimme)
- 2013: My Santa
- 2013: Turbo – Kleine Schnecke, großer Traum (Turbo, Stimme)
- 2016: Other People
- 2017: Cars 3: Evolution (Stimme)
- 2020: Selfie Dad
- 2023: Boy Makes Girl

### Fernsehen
- 1963: East Side/West Side (Folge No Hiding Place)
- 1964: Preston & Preston (The Defenders, Folge 4x05)
- 1966: Mini-Max (Get Smart, Folge The Greatest Spy on Earth)
- 1966: Verliebt in eine Hexe (Bewitched, Folge Oedipus Hex)
- 1985: Spenser
- 1987–1989: ALF (3 Folgen)
- 1987 Golden Girls (1 Folge)
- 1988–1989: Coming of Age (15 Folgen)
- 1992–1994: Dream On (6 Folgen)
- 1993: Die Mutter der Braut (Mother of the Bride, Fernsehfilm)
- 1994: Star Trek: Deep Space Nine (4 Folgen)
- 1994: Skandal in der Notaufnahme (State of Emergency, Fernsehfilm)
- 1994–1996: Grace (Grace Under Fire, 22 Folgen)
- 1995–2004: Emergency Room – Die Notaufnahme (ER, 4 Folgen)
- 1997: Millennium – Fürchte deinen Nächsten wie Dich selbst (MillenniuM, Folge 1x08 The Well–Worn Lock)
- 1999–2002: Practice – Die Anwälte (The Practice, 8 Folgen)
- 2000–2005: Lass es, Larry! (Curb Your Enthusiasm, 7 Folgen)
- 2004: CSI: Den Tätern auf der Spur (CSI: Crime Scene Investigation, Folge 4x16 Getting Off)
- 2005: Desperate Housewives (3 Folgen)
- 2007: Boston Legal (Folge 4x05 Hope and Gory)
- 2007: Eine himmlische Familie (7th Heaven, Folge 11x17 Small Miracles)
- 2008: Grey’s Anatomy (Folge 4x15 Losing My Mind)
- 2009: Scrubs – Die Anfänger (Scrubs, Folge 9x04 Our Histories)
- 2010: Huge (10 Folgen)
- 2013: Criminal Minds (Folge 8x14 All That Remains)
- 2016: Young & Hungry (2 Folgen)
- 2017: The Good Doctor (Folge 1x07 22 Steps)
- 2018: Shameless - Nicht ganz nüchtern (Shameless, 2 Folgen)
- 2018–2019: The Kids Are Alright (6 Folgen)
- 2020: Modern Family (Folge Dead on a Rival)